# Luigi Cadorna

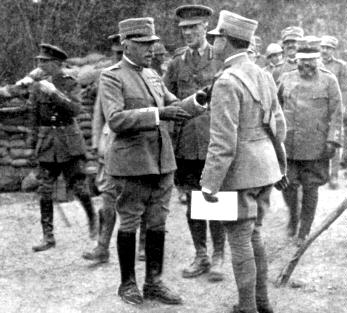
Luigi Cadorna visitant les trinxeres britàniques

Luigi Cadorna (Pallanza, frazione de Verbania, 4 de setembre de 
1850 - Bordighera, 23 de desembre de 1928) fou un militar italià amb rang de Mariscal de camp, d'actuació destacada a la Primera Guerra Mundial, designat comandant en cap de les tropes italianes a la campanya entre 1915 i 1917, va ser destituït del comandament després de la greu derrota de les seves forces en la batalla de Caporetto.

## Biografia

### Cursa militar
Cadorna va néixer a la frazione de Pallanza de Verbania al Piemont. Era fill del general Raffaele Cadorna, militar de destacada participació durant les guerres de la Unificació italiana en les tropes del Regne de Sardenya, i de Clementina Zoppi.
Luigi Cadorna es va graduar de sotstinent d'artilleria a l'Acadèmia Militar de Torí el 1868,essent ascendit a oficial dos anys més tard i participant en la captura de Roma al setembre del 1870, després es va integrar l'estat major de la divisió de Verona. L'any 1892 era ja coronel d'un regiment de bersaglieri distingint-se per exercir una aspra disciplina sobre els seus homes.
El 1898 va ser ascendit a tinent general i a partir de llavors, va exercir càrrecs de comandament en divisions i cossos d'exèrcit, però embolicant-se en desavinences tant amb altres caps militars com amb líders polítics. El 1908 li va ser ofert el lloc de Cap d'Estat Major del Regio Esercito, però va rebutjar la proposta a causa del control dels polítics sobre els caps militars en època de guerra. Tanmateix, va acceptar quan li va ser ofert el lloc una altra vegada al juliol de 1914.

### Primera Guerra Mundial
El govern italià va declarar la seva neutralitat en esclatar la Primera Guerra Mundial a l'agost de 1914, però la mútua hostilitat amb l'Imperi Austrohongarès va motivar la participació del Regne d'Itàlia en la lluita al costat dels aliats des de maig de 1915. Malgrat que en aquestes dates, Cadorna tenia ja quasi 65 anys i estava a prop del retir, a més a més d'acumular un rècord de desavinences amb altres caps militars i polítics, va ser encarregat de la direcció de la campanya del Regio Esercito contra Àustria-Hongria quan Itàlia va entrar a la guerra.

#### Primera Batalla de l'Isonzo
A la primavera de 1915, Cadorna disposava de 25 divisions d'infanteria, (o 36 divisions), i 4 de cavalleria. Agrupades en quatre exèrcits, només posseïa 120 peces d'artilleria mitjana i pesada, i al voltant de 700 metralladores i vuit-cents setanta-cinc mil homes. Malgrat les manques en artilleria, va llançar ofensives sobre el territori d'Àustria-Hongria, al maig de 1915, fent servir la tàctica de l'atac frontal. El comandament militar austrohongarès va disposar construir trinxeres ràpidament, i els italians van sofrir baixes importants durant els seus avançaments.
Durant les primeres dues setmanes de la primera ofensiva de l'Isonzo, l'exèrcit italià va perdre seixanta mil homes entre morts i ferits, guanyant tot just uns pocs quilòmetres de territori. Cap a l'hivern de 1915-1916, quan van cessar els atacs, les baixes italianes ascendien a tres-cents mil individus entre morts i ferits, i uns tres mil perduts. Amb baixa moral i creixents desercions, Cadorna va autoritzar execucions selectives dels seus soldats per a «suprimir la covardia», al·legant que l'absència d'avançaments succeïa per una «falta de disciplina militar» i no per errades de tàctica.

#### Batalla de Gorizia
Cadorna va intentar diverses vegades de trencar les línies enemigues, però la seva única victòria substancial es va produir a la Batalla de Gorizia (agost de 1916) quan tropes del Regi Esercito van prendre la ciutat de Gorizia, actualment a Eslovènia, i van penetrar diverses desenes de quilòmetres en territori austrohongarès. Malgrat aquest triomf, els convencionals atacs frontals massius ordenats per Cadorna van resultar força predictibles i ineficaços i en van tenir com a conseqüència la mort d'un gran nombre d'experimentats oficials i soldats, encara que es pot al·legar que aquesta estratègia era seguida per quasi tots els caps militars europeus durant les primeres fases de la Primera Guerra Mundial.

#### Batalla de Caporetto
La victòria de Cadorna a Gorizia a l'agost de 1916 va preocupar a l'Imperi Alemany, que va destinar tropes i assessors militars per portar a terme una operació conjunta amb els austrohongaresos en contra d'Itàlia. Així, el 24 d'octubre de 1917, nou divisions austríaques i sis alemanyes van llançar un atac sobre una posició italiana lleugerament defensada, iniciant la batalla de Caporetto. Ocult en la boira, l'exèrcit austroalemany va prendre els seus enemics completament de sorpresa, va penetrar ràpidament les defenses italianes amb l'ús de tropes altament mòbils, i va iniciar una vigorosa ofensiva que va expulsar els italians de les seves posicions en pocs dies. Cap al 27-28 d'octubre, després de quatre dies de severes derrotes, Cadorna va donar l'ordre de retirada dels soldats italians cap al riu Tagliamento i després cap al Piave. En concloure l'ofensiva austrohongaresa el Regi Esercito en va perdre més de tres-cents mil homes entre morts, ferits, i presoners, i la majoria de la seva artilleria de campanya, havent a més a més de retrocedir les seves línies en més de 80 quilòmetres i abandonar ampli territori a l'enemic, tot plegat en a penes deu dies de lluita. Davant el desastre bèl·lic, Cadorna va ser destituït del comandament, destinat a un lloc administratiu, i reemplaçat pel general Armando Diaz. El primer ministre italià, Vittorio Emanuele Orlando, es va mostrar d'acord en la creació d'un Comandament Suprem Aliat que ajudés a coordinar les operacions italianes.

### Últims anys
Després de la fi de la guerra el 1918, el govern italià va iniciar una investigació sobre la culpabilitat dels seus comandaments per la gravíssima derrota de Caporetto. L'informe subsegüent va resultar extremament crític amb Cadorna, qui va ser recusat com a principal responsable del desastre. L'opinió pública italiana també es va mostrar hostil a Cadorna per la seva malversació d'homes i material a les ofensives de l'Isonzo, el seu rigor disciplinari tan cruel com inútil, i pel resultat de Caporetto.
Tanmateix, quan Benito Mussolini va arribar al poder el 1924, va acceptar designar al ja retirat Cadorna com Mariscal de Camp, encara que això no va fer callar les crítiques oficials sobre el seu desempenyorament a la guerra. Els enemics que s'havia creat durant els seus anys de carrera militar, i sobretot a l'època de la guerra, van titllar a Cadorna d'«inepte i incompetent», en vista d'això Cadorna va dedicar els seus últims anys a defensar-se escrivint memòries plenes d'amargor. Va morir a Bordighera el 1928 a l'edat de 78 anys.